# Ажэ
Ажэ, Ажо (кит. 阿熱, Ārè), также Барсы (др. кырг. 𐰉𐰺𐰽, Bars) — правящий дом у енисейских кыргызов с V по XIII век. С 693 года представители рода начали носить титул каган, с XI века главенствующее положение заняли иналы.

## Название
Кыргызский правитель именовался «ажэ» (ажо). Современной транскрипцией является форма «ажэ». Судя по китайским источникам, ажэ (ажо) — и титул, и клановое имя правящего дома кыргызов в VIII—IX вв. Как пишет В. В. Бартольд, титул упоминается только в китайских источниках. В свою очередь в древнекыргызских письменных памятниках прослеживаются упоминания о роде «барсов».

## Тотем
Тотемом правителей кыргызов был барс. Согласно В. Я. Бутанаеву, «воспевание в текстах земного рода „барс“ связано, как склонны думать учёные, с тотемом кыргызов, который, можно предположить, употреблялся вместо их этнонима».

## Происхождение

### Родство с родом Ашина
Известно, что предки енисейских кыргызов — гяньгуни (протокыргызы) совместно с сакско-юэчжийским субстрактом участвовали в этногенезе рода Ашина. Согласно сохранившимся первоисточникам, представители родов Ажэ и Ашина имели общего мифического предка. Так, китайская хроника «Чжоу Шу» гласит:
Некоторые говорят, что предки туцзюе происходят из владения Со, находившегося от сюнну на севере. Старейшина их племени назывался Апанбу. Их было 17 братьев. Первый назывался Ичжи Нишиду, родился от волчицы. Панбу с прочими родичами был глуп, поэтому его владение было уничтожено. Нишиду обладал сверхъестественными свойствами: мог вызывать ветры и дожди. Он взял себе двух жен, которые, как говорят, были дочерьми — одна духа лета, другая — духа зимы. Первая родила четырех сыновей, из которых один превратился в белого лебедя, другой царствовал между реками Афу-шуй и Цзянь-шуй под наименованием Цигу.
В тамгах правителей енисейских кыргызов и тюркютов прослеживались определённые сходства. По видимому, предание «Чжоу Шу» было записано со слов современников и родственников основателя Тюркского каганата — Бумын-кагана. Согласно этому преданию, предок Бумына являлся старшим братом правителя государства енисейских кыргызов.

### Гипотеза о родстве с Ли Лином
В истории династии Тан правители кыргызов именуются потомками ханьского полководца Ли Лина. Согласно Иакинфу, «Ли Лин остался у хуннов и получил во владение Хягас (транскрипция слова кыргыз, употреблявшаяся при династии Тан), где потомки его царствовали почти до времён Чингис-хана». Согласно другой трактовке, потомки Ли Лина — выходцы из монгольских степей, связанные с хуннами.

## История
В V веке енисейские кыргызы образовали свое собственное государство, переселившись в Минусинскую котловину. Вплоть до 693 года государство енисейских кыргызов с различными промежутком времени попадало в вассальную зависимость от других более сильных государств, в это время правители из рода Ажэ носили титул «Эльтебер».
В 693 году один из представителей рода — Барсбек-каган принял титул «Каган», с этого момента династия начала носить титул императорского уровня. В последующее время некоторые кыргызские каганы теряли свои права на каганский титул, из за проигрышей в войнах против тюркютов и древних уйгуров. С IX века в ходе распространения манихейства некоторые кыргызские правители начали использовать титул «Каган Света». По отношению к кыргызским каганам в китайских хрониках эпохи Тан также применяли титул «Ван» (царь, король).
Династия имела родственные связи с правящими домами Китая, тюргешей, тюркютов, карлуков и тибетцев. Как сообщают китайские источники, «тукюесский дом (ашина) выдал своих дочерей замуж за их старейшин». Император Тан писал кагану енисейских кыргызов:

«Известно, что Вы, хан, берёте начало своей фамилии из одного со мною рода. [При Хань] бэйпинский тайшоу по талантам в Поднебесной не имел равного, заключил дружбу и служил на границе. Если натягивал лук, то пробивал камень. После него потомки много упражнялись в военном искусстве, стали генералами. Его законный внук дувэй Ли Лин повёл пять тысяч отборного войска, далеко углубился в пустыню. Шаньюй поднял государство, чтобы дать отпор. [Ли Лин] не мог сопротивляться силе, и хотя сам потерпел поражение, [его] имя потрясло варварские племена. Моё государство приняло наследство потомков бэйпинского тайшоу, хан тоже, является потомком дувэя, поэтому-то объединились наши роды и можно знать [порядок отношений] высшего к низшему».— Документы об отношениях Китая с енисейскими кыргызами в источнике IX века
К XI веку роль кагана в династии стала сакральной, главенствующее положение в доме заполучили иналы (князи), которые иногда вступали в междоусобицы с друг другом. В 1207 году кыргызские иналы присягнули на верность Чингисхану, однако они продолжали иметь власть в своих владениях вплоть до 1293 года, когда государственность и этнос енисейских кыргызов были окончательно уничтожены монголами.

## Правители

### Эльтеберы
- Сылифа Шибокуй Ачжан

### Каганы
- Барсбек-каган
- Бильге Тонг Эркин
- Ажо
- Ин-ву Чен-мин-хан
- Кёртле-каган
- Иль Чор-каган
- Бильге Чикшан-каган
- Тулбери-каган[15]
- Тоглук-каган[16]
- Бейгу-каган
- Хырхыз-хакан

### Иналы
- Шубуш-инал
- Калыктык Инал-оге
- Огдэм-инал
- Урус-инал
- Еди-инал
- Алдиер-инал
- Олебек-дигин
- Курлун-инал